# Kim Sang-shik
Kim Sang-shik (* 17. Dezember 1976 in der Provinz Jeollanam-do) ist ein südkoreanischer Fußballtrainer und ehemaliger -spieler. Aktuell ist er Nationaltrainer der vietnamesischen Nationalmannschaft.

## Karriere
Kim begann seine Karriere 1999 bei Ilhwa Chunma. Dort wusste der Innenverteidiger zu überzeugen und absolvierte am 30. Mai 2000 sein erstes Länderspiel für Südkorea gegen Jugoslawien. 2003 wechselte er zu Gwangju Sangmu Phoenix, wo er während seines Wehrdienstes spielte. Nach Beendigung des zweijährigen Dienstes kehrte er 2005 zu seinem Stammverein Ilhwa Chunma zurück. Dort konnte er insgesamt drei Meisterschaften gewinnen. Anfang 2009 verließ er den Verein und schloss sich Jeonbuk Hyundai Motors an. Dort gewann er zwei weitere Meisterschaften und beendete nach der Saison 2013 seine Karriere.
2006 berief ihn Nationaltrainer Dick Advocaat in den Kader für die Weltmeisterschaft. Dort kam er zu zwei Kurzeinsätzen, als er in den Spielen gegen Togo und Frankreich jeweils in der zweiten Halbzeit eingewechselt wurde.

## Erfolge
- Südostasienmeister mit Vietnam: 2024
- Südkoreanischer Meister: 2001, 2002, 2006, 2009, 2011
- Südkoreanischer Pokalsieger: 1999